# 마이센
마이센(독일어: Meißen)은 독일 동부 작센주에 있는 도시이다. 인구 28,544(2005).
엘베강 연안에 위치하며, 드레스덴 서북쪽에 있다. 슬라브족의 정착지였으나, 929년 하인리히 1세가 게르만족의 도시로 설립하였다. 그 후 마이센 교구가 설정되어 가톨릭의 중심지이자, 마이센 변경백의 소재지로 일대의 중심지가 되었다. 그 후 드레스덴의 작센 선거제후에 속했고, 16세기에 종교 개혁으로 가톨릭 교구가 폐지되었다(가톨릭 교구는 20세기에 부활됨). 이후 마이센은 도자기 제조의 중심지로 이름을 알렸다. 1710년, 유럽에서 처음으로 동아시아의 기술을 받아들인 고품질 도자기를 생산하여 유럽 도자기 제조의 중심지로 발전하였다. 이 곳에서 발달한 마이센 자기는 아름다운 양식으로 유명하다. 15세기에 건축된 고딕 양식의 성과 13세기부터 건축된 대성당이 있다.

## 이미지 갤러리

마이센 - Meißen
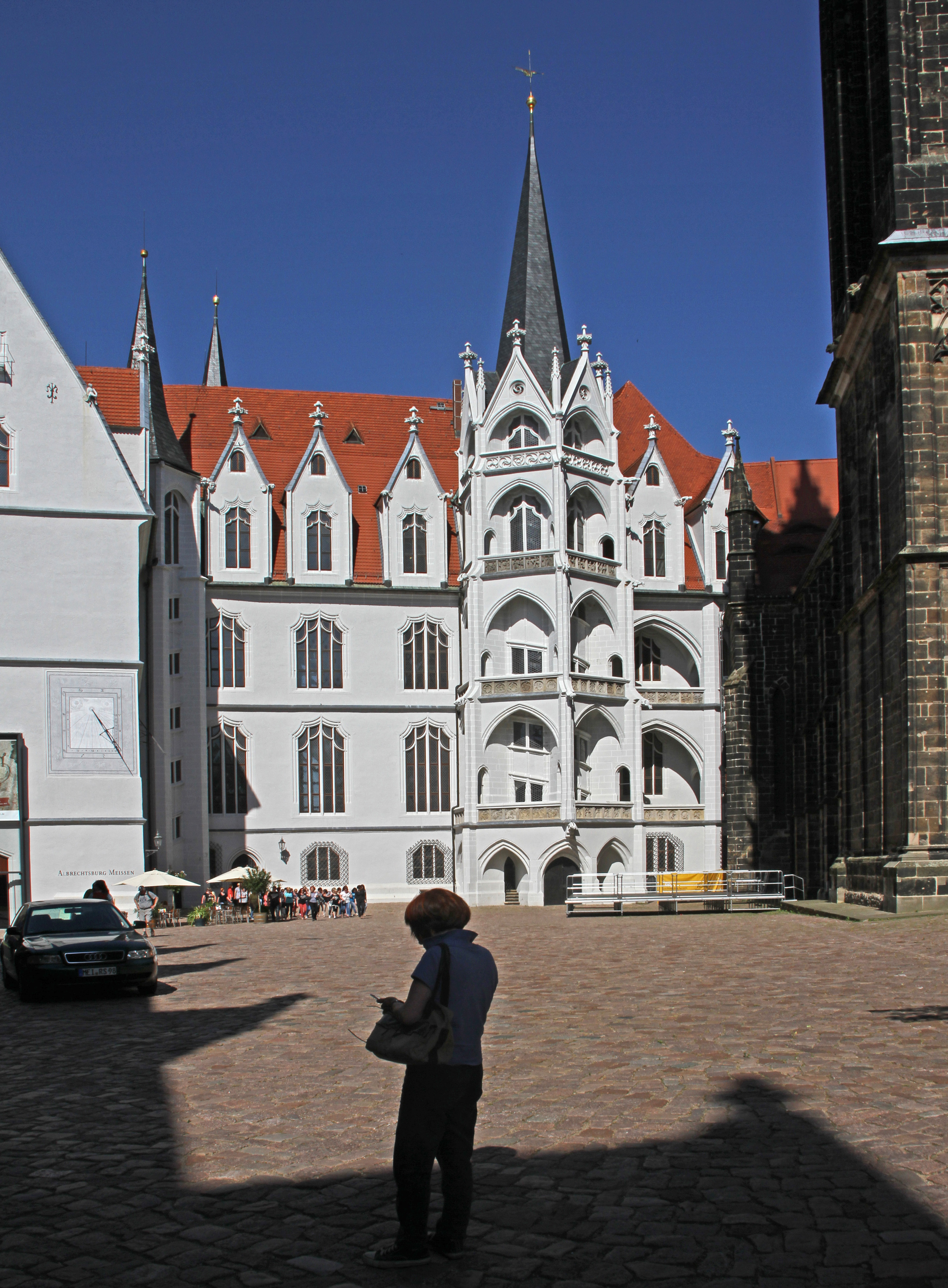
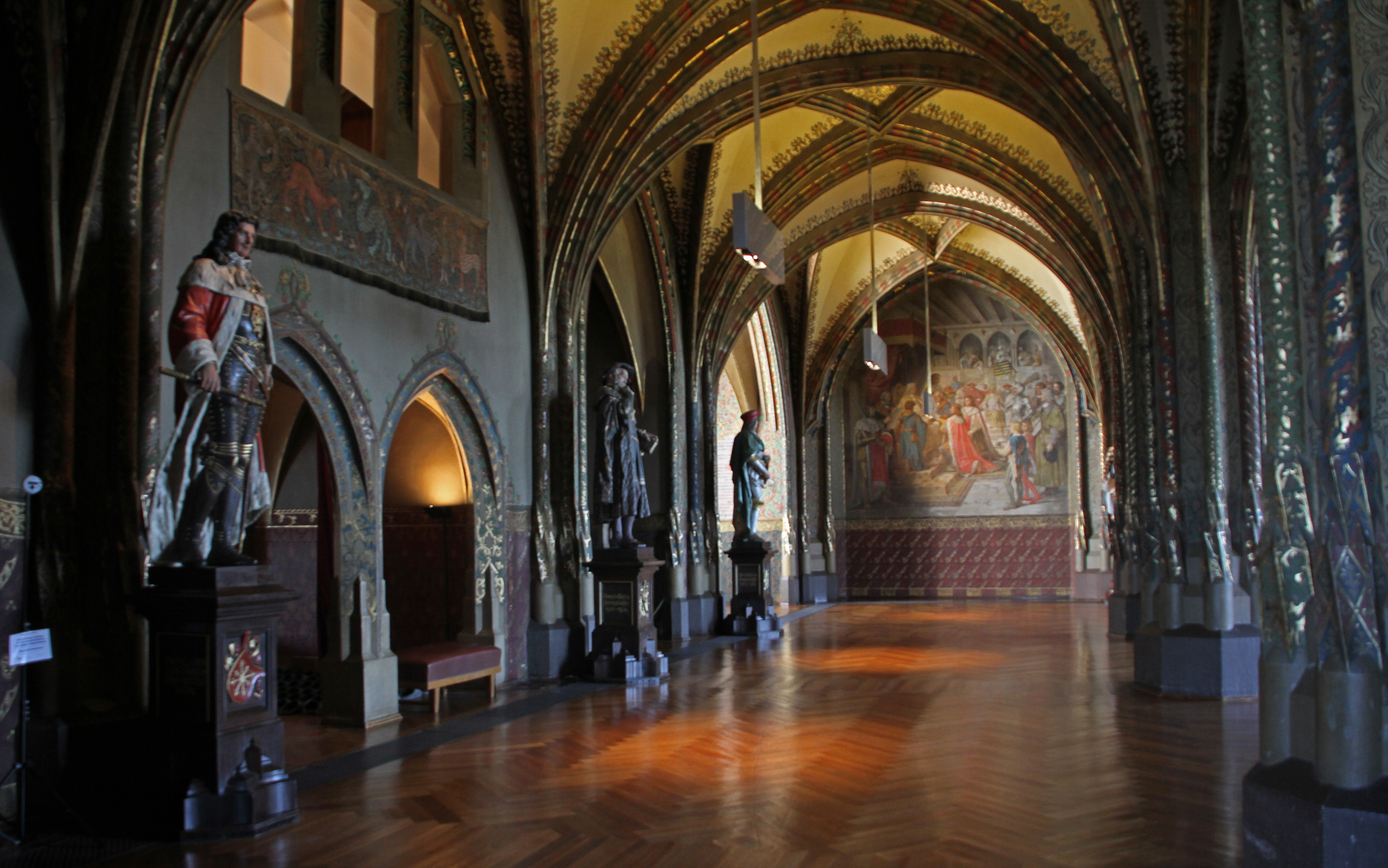
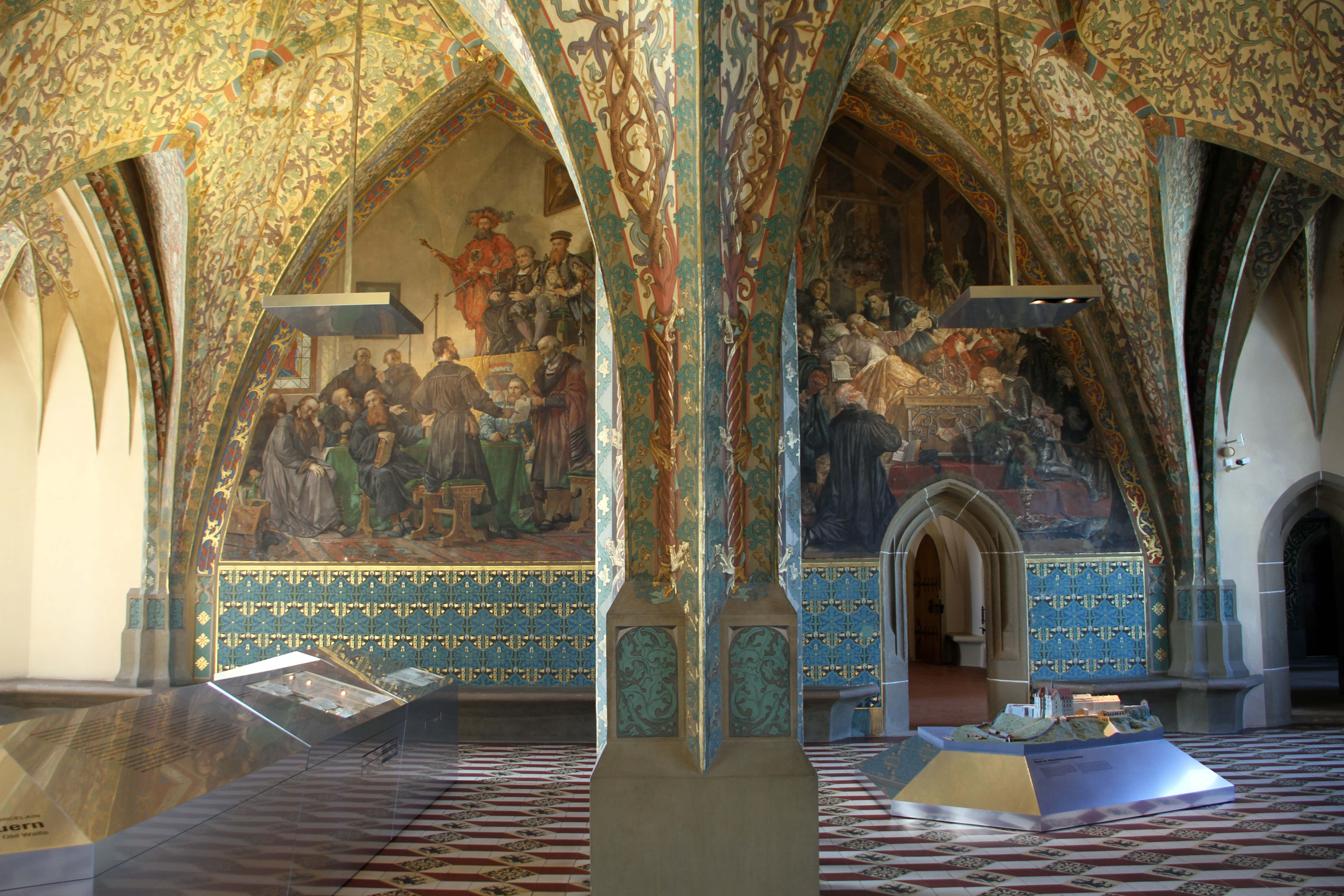
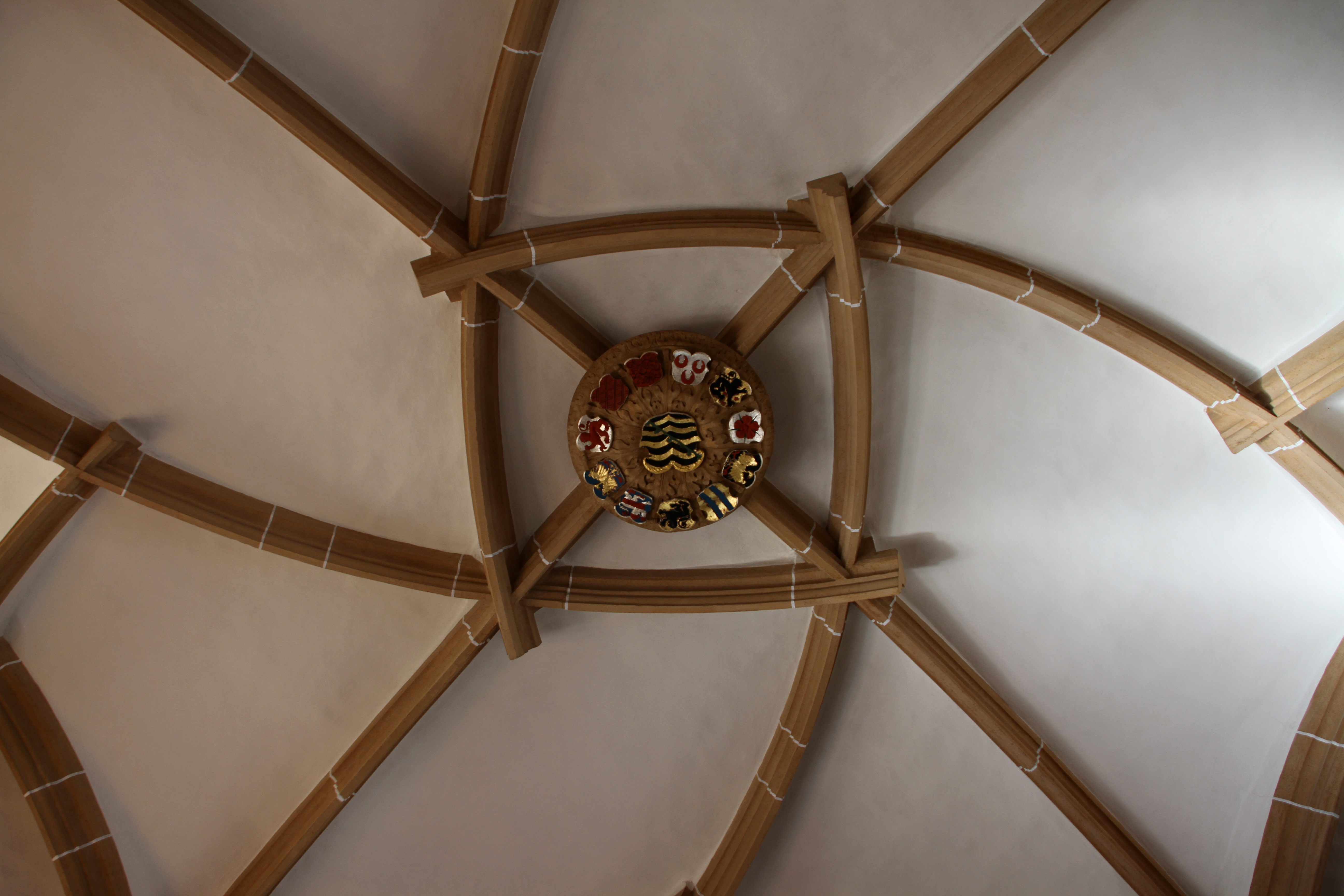
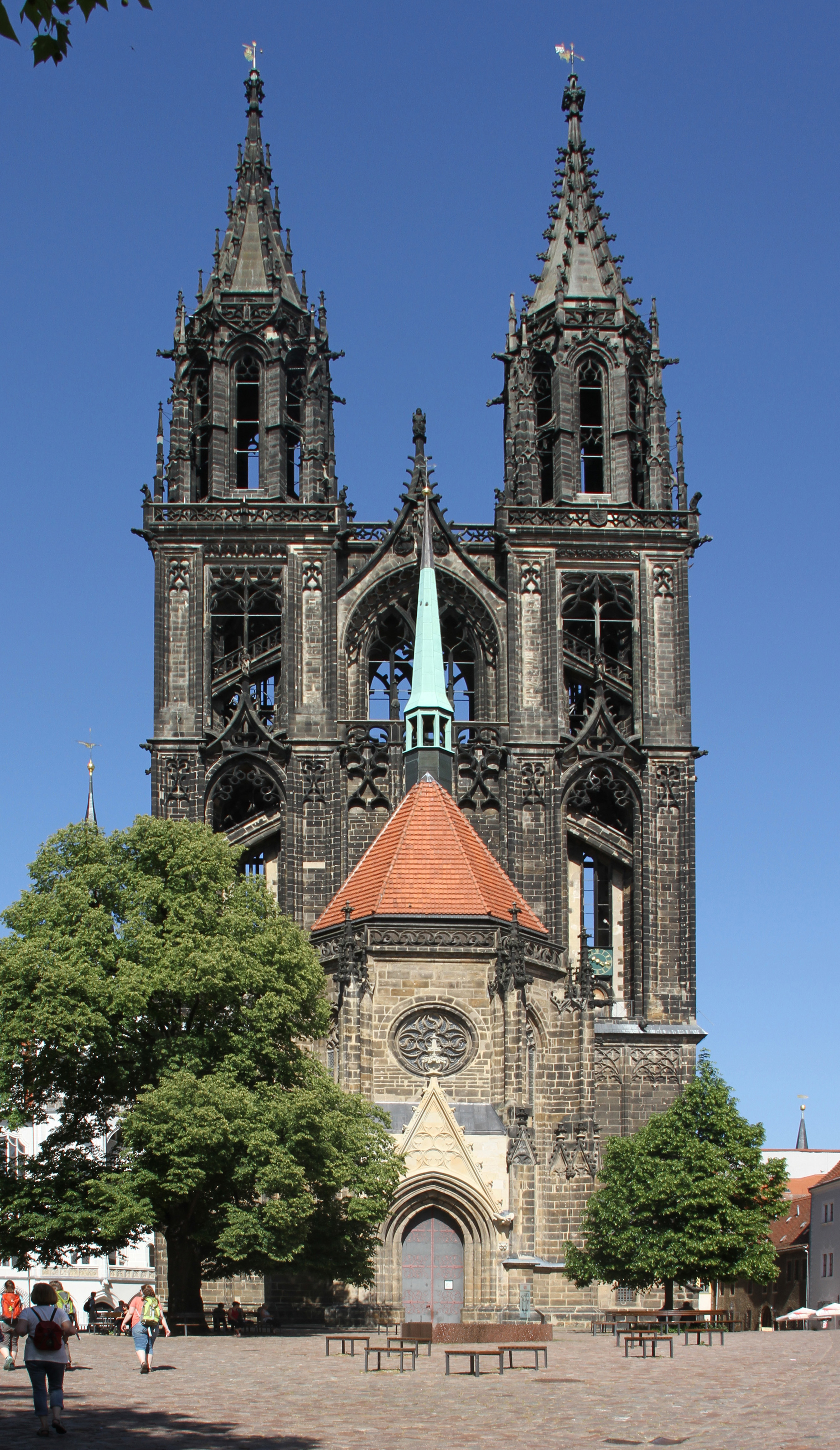
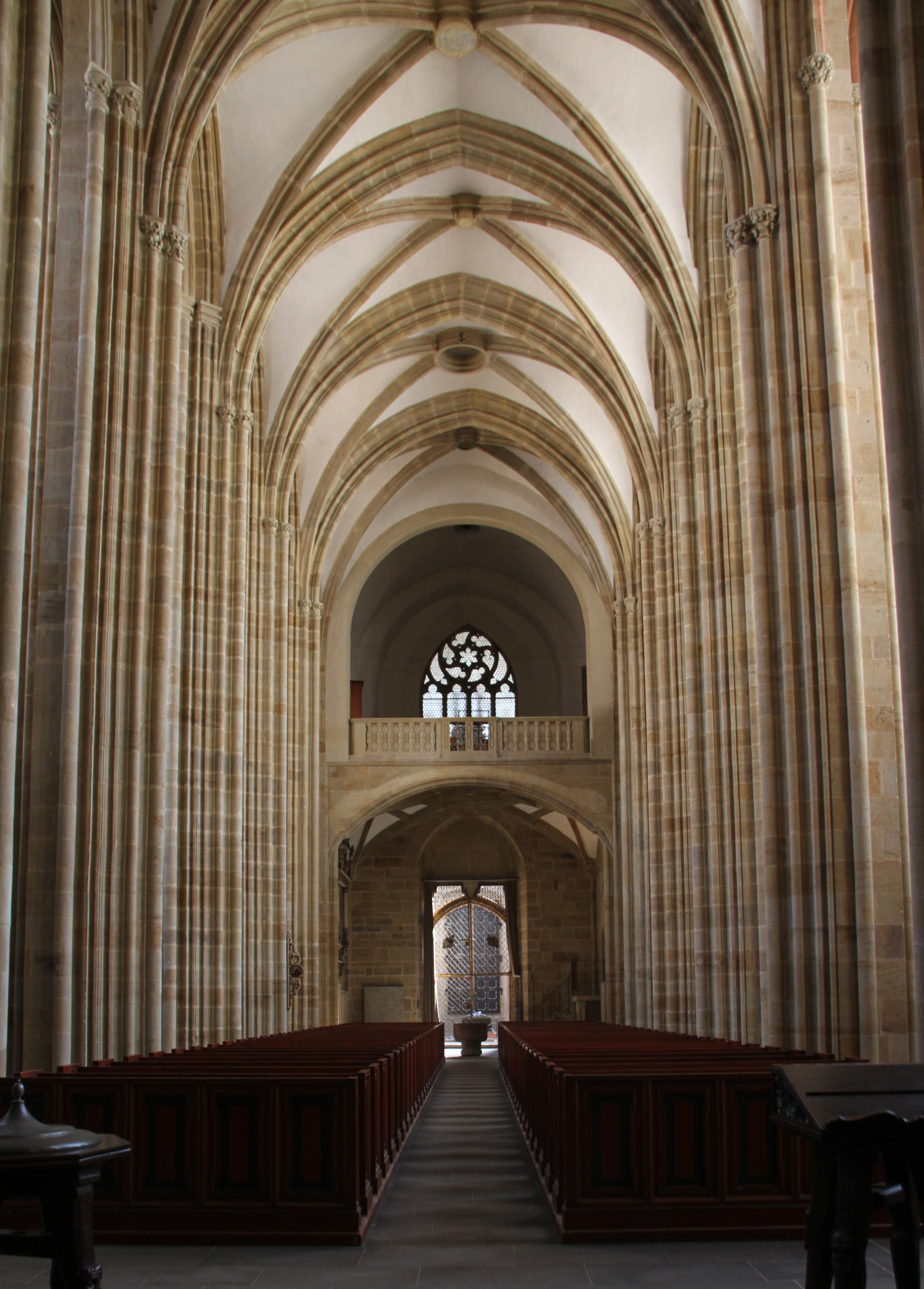
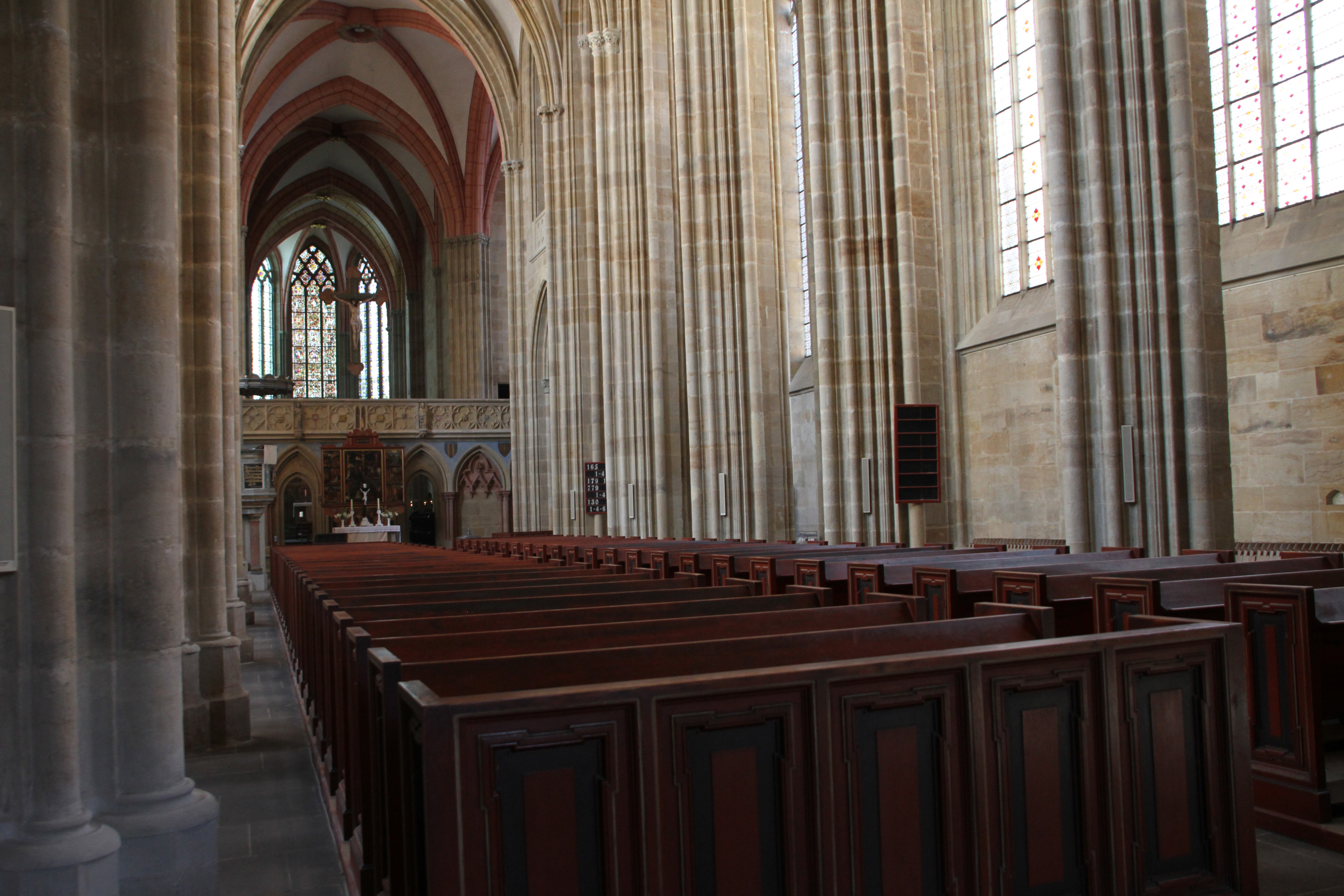